# Gogoligo
 (juin 2019).
Gogoligo, de son vrai nom Ntsule Komi Mawulikplimi, est un humoriste togolais né le 12 avril 1980 à Kpalimé.

## Biographie
Issu d’une famille nombreuse, Ntsule Komi Mawulikplimi, dit Gogoligo, a 47 frères et sœurs. Son père polygame confirmé a épousé  treize femmes. Gogoligo s’est vite fait remarquer au collège avec ses blagues. À l’époque, il prenait plaisir à imiter Aze Kokovivina, un des doyens des humoristes togolais.
Son surnom Gogoligo (littéralement «être nu»), lui a été donné après avoir raconté à ses camarades d’école une histoire  drôle dont le personnage principal était un certain Gogoligo. Depuis, le jeune N’tuslé anime les récitals aussi bien au collège qu’au lycée à Kpalimé sa ville natale. Il faisait partie des plus jeunes animateurs radio à la Planète Plus vers l'année 1998. Gogoligo est souvent invité à Lomé pour des prestations. Remarqué par la télévision privée TV7 en 2003, il est sollicité pour animer chaque mois l’émission Festival. Des années plus tard il forme un duo avec Gbadamassi appelé Gbadagog.
Gogoligo est élevé au rang d'officier de l’Ordre du Mérite par Faure Gnassingbé. Il est devenu membre des humoristes qui participent à l'émission Le Parlement du rire.
Il est acteur dans la série Shortcom humoristique qui raconte le quotidien de 3 conducteurs de taxi motos,.

## Décorations
- Officier de l'ordre national du Mérite du Togo[10]